# Bobergsbron

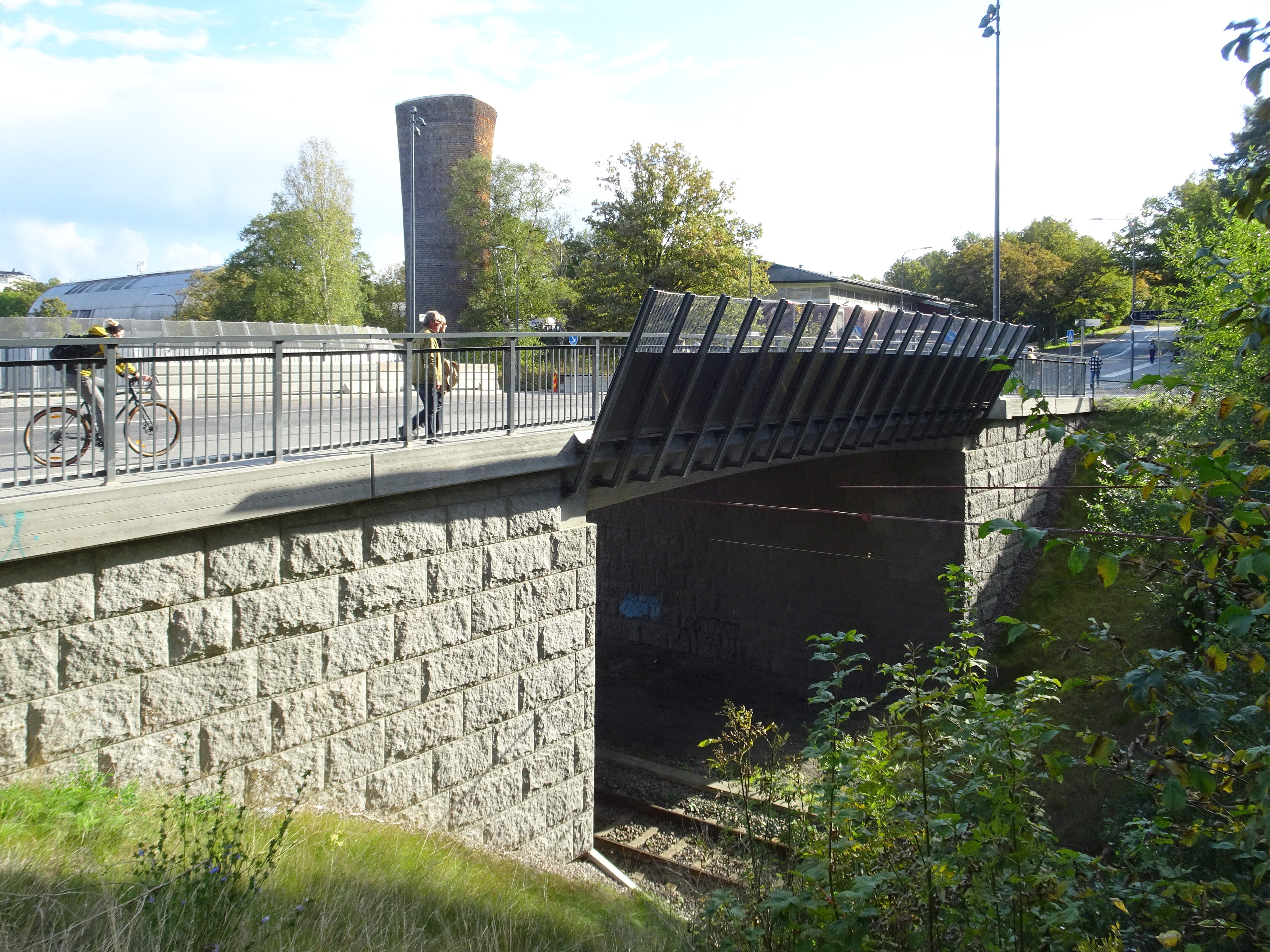
Bobergsbron september 2022.

Bobergsbron är en bro över Värtabanan för vägtrafik, gående och cyklister i stadsdelen Hjorthagen, Stockholm. Bron delar Södra Fiskartorpsvägen med Bobergsgatan. 

## Beskrivning
Mellan 2018 och 2019 revs den tidigare bron och en ny bredare bro byggdes. Sommaren 2019 färdigställdes bron. Den nya bron fick förutom en ny vägbana en ny dubbelriktad cykelbana och gångbanor på vardera sida. Den tidigare bron hade en vägbana och en smal gångväg på ena sidan. Nya bron är uppkallad efter arkitekten Ferdinand Boberg som på 1890-talet gestaltade Värtagasverkets industribyggnader.